# Estadi Municipal de Vilatenim
Das Estadi Municipal de Vilatenim ist ein Stadion in Figueres, Katalonien (Spanien).
Der katalanische Verein UE Figueres bestreitet seine Heimspiele in diesem Stadion.
Am 28. Dezember 1985 wurde in der Gemeinde Figueres der Bau des Stadions geplant, nachdem die Lokalmannschaft UE Figueres kurz vor dem Aufstieg stand. Das Stadion sollte vorerst eine Kapazität von 4.927 Zuschauern fassen und einen Kostenpunkt von 139.704.632 Pesetas haben, jedoch änderte man dies nach dem Aufstieg und erhöhte die Kapazität auf 9.472 Plätze. Man erweiterte das Parkplatzgelände und baute noch vier 30 Meter hohe Flutlichtmasten mit 18 Reflektoren, die eine Gesamtleistungen von 400 kW besitzen. So kam man am Ende auf ca. 200 Millionen Pesetas. Der UE Figueres trug dazu 45 Millionen Pesetas bei.
Am 26. Januar 1986 begannen die Bauarbeiten, bei denen am Ende 82 Tonnen Stahlbeton verwendet wurden. Noch am 25. August desselben Jahres wurde das Stadion eingeweiht.
Der UE Figueres bestritt dort gegen den FC Barcelona das Eröffnungsspiel und gewann mit 3:1.